# Pallavolo
La pallavolo è uno sport di squadra  e si pratica tra due squadre con in campo sei giocatori e altri sei (o anche di meno) in panchina per ognuna delle squadre. Lo scopo del gioco è realizzare punti, facendo in modo che la palla tocchi terra nel campo avversario (fase di attacco), ed impedire che la squadra avversaria possa fare altrettanto (fase di difesa).
Viene anche chiamata volley (abbreviazione del nome dello sport in lingua inglese volleyball).
La pallavolo è compresa nel programma dei Giochi olimpici estivi dal 1964 ed è uno degli sport più praticati.
Le più importanti manifestazioni internazionali per squadre nazionali sono il Campionato mondiale di pallavolo maschile e femminile, entrambi con cadenza quadriennale; il Volleyball Nations League maschile e femminile entrambi con cadenza annuale; in Europa, il Campionato europeo maschile di pallavolo e femminile, entrambi con cadenza biennale. Tra le manifestazioni internazionali per club, il Campionato mondiale per club FIVB maschile e femminile; in Europa CEV Champions League maschile e femminile, tutti e quattro annuali

## Generalità
Si gioca su un campo (terreno di gioco) di forma rettangolare di 18 × 9 m, diviso in due metà campo quadrate (campi) di 9 × 9 m, ognuna delle quali assegnata a una delle due squadre. Al centro, per tutta la larghezza, è collocata una rete, posta a 2,43 m d'altezza nella pallavolo maschile e a 2,24 m nella femminile. Ogni squadra è composta di un massimo di quattordici giocatori, di cui sei titolari; uno o due ulteriori giocatori (ma solo uno presente sul terreno di gioco) possono essere designati come libero, con la facoltà di rimpiazzare temporaneamente qualsiasi difensore senza limitazioni sul numero di sostituzioni. Ogni squadra ha a disposizione un massimo di tre tocchi per inviare la palla nel campo opposto. I giocatori non possono bloccare, lanciare o trattenere la palla, che può essere giocata solo con tocchi netti con qualunque parte del corpo. Non è possibile per un giocatore eseguire due tocchi consecutivi: sarebbe fallo, comportando punto per la squadra avversaria.
La partita si divide in set: una squadra si aggiudica la vittoria di un set al raggiungimento del venticinquesimo punto, purché ne abbia almeno due di vantaggio; in caso contrario il set prosegue finché una delle due squadre non ottenga i due punti di vantaggio necessari (26-24, 27-25, 28-26 eccetera). La squadra che per prima si aggiudica tre set pone termine alla partita e si aggiudica la vittoria. L'eventuale quinto set (denominato tie break, ufficialmente set decisivo) termina al raggiungimento del 15º punto, sempre con il vantaggio di almeno due punti sulla squadra avversaria.
I ruoli in squadra sono cinque: opposto, centrale, schiacciatore, palleggiatore e libero. Tutti i giocatori dovrebbero avere preferibilmente una statura elevata (non il libero), elemento fondamentale per le posizioni di attacco (come per esempio lo schiacciatore); una buona struttura muscolare, che deve essere forte ma leggera, per garantire al giocatore di spostarsi velocemente ed essere sempre efficace in campo. Infine, ogni pallavolista deve avere una buona prontezza di riflessi e un ottimo affiatamento con i compagni di squadra.
Oltre alla pallavolo propriamente detta esistono differenti versioni adottabili in specifiche circostanze, che possono avere regole simili, ma non identiche, come il beach volley (pallavolo da spiaggia).

## Storia
L'origine della pallavolo è recente, ma già nell'antichità esistevano giochi con la palla, che possono essere considerati predecessori della pallavolo. Negli antichi giochi greci e romani, per esempio, venivano eseguiti esercizi con la palla allo scopo di divertimento e svago, come il follis. In Germania fu introdotto nel 1893 un gioco chiamato Faustball, ma il merito dell'invenzione della pallavolo in forma moderna, nata ufficialmente nel 1895, va riconosciuto allo statunitense William Morgan, istruttore di educazione fisica presso un college dell'YMCA di Holyoke, nel Massachusetts.
Il 9 febbraio 1895 Morgan radunò alcuni insegnanti nel college di Springfield per la dimostrazione di un nuovo sport, da lui chiamato Mintonette. Con l'aiuto di due squadre composte da cinque membri avvenne il battesimo di un nuovo gioco di squadra con caratteristiche profondamente diverse dagli altri sport di moda in quel tempo. Una caratteristica particolare era quella di non prevedere il contatto fisico tra i partecipanti, per cui la destrezza, la prontezza dei riflessi, la capacità di concentrazione e l'agilità prendevano il posto della forza, qualità fino ad allora primaria nelle attività sportive. Fu però Alfred F. Halstead, il 10 marzo del 1896, a cambiare il nome da Mintonette, giudicato un po' troppo femminile, in volleyball (letteralmente palla al volo). Egli riuscì a imporre il nuovo gioco di squadra nei college YMCA dislocati in tutti gli Stati Uniti.
Due anni dopo la pallavolo si praticava anche nella maggior parte dell'America meridionale (Brasile, Argentina, Uruguay). Nel 1898 la pallavolo giunse a Manila, nelle Filippine, grazie a un insegnante di educazione fisica americano; proprio ai filippini viene attribuita l'invenzione della "schiacciata". In Cina e in Giappone ottenne un successo strabiliante. In Europa arrivò durante la prima guerra mondiale, importata dalle truppe americane. Anche in Italia la pallavolo arrivò con l'esercito americano. A Porto Corsini, lo scalo di Ravenna, nel 1917-18 i soldati statunitensi della locale base idrovolanti praticarono regolarmente tale sport.
Per un lungo periodo è stata giocata in due modi differenti, all'occidentale e all'orientale, con la cosiddetta "regola dei tre tocchi" ovvero l'obbligo di toccare tre volte la palla prima di mandarla dall'altra parte della rete. Nel 1938 venne introdotta una fondamentale tecnica che rivoluzionò il modo di giocare, il muro. Furono soprattutto i paesi dell'Europa orientale che lo utilizzarono con sistematicità. Nel 1947 i rappresentanti di 15 federazioni si ritrovarono a Parigi e crearono la Fédération Internationale de Volleyball (FIVB). Ancora oggi la pallavolo ha grande seguito, soprattutto nei paesi dell'estremo Oriente (Giappone, Cina, Corea del Sud), nei paesi dell'Europa orientale e dell'Europa meridionale, e in Brasile. Questi paesi possono anche vantare i migliori risultati internazionali sia a livello di club sia a livello di squadre nazionali. Paesi come il Brasile, l'Italia, gli Stati Uniti d'America, la Russia, la Serbia e Cuba, hanno le proprie nazionali ai primi posti del ranking sia maschile sia femminile; altri paesi possono vantare solo una squadra nazionale (maschile o femminile), ai vertici del ranking (Giappone e Cina nel femminile, Argentina nel maschile). Molti altri paesi restano comunque ai margini e, tranne rari casi, sono sempre gli stessi paesi a contendersi gli allori dei tornei più importanti.
La Federazione Italiana di Pallavolo nel 2013 ha registrato 449 776 praticanti.

## Struttura del campo da pallavolo

### Terreno di gioco
Organizzazione del campo:

Geometria di un campo di gioco di pallavolo (visto dall'alto)

Il terreno di gioco della pallavolo è rettangolare, fatto in un materiale sintetico e legno e le sue misure sono 18 metri per 9 metri.
Il campo deve avere uno spazio libero sovrastante, spazio aereo senza nessun ostacolo, di 9 metri dal suolo nella serie A1 maschile e di 8 metri dal suolo nella serie A1 femminile.
Il terreno di gioco è suddiviso in:
1. Linea centrale: che suddivide il campo in due zone di forma quadrata dalle dimensioni di 9 metri per 9 metri.
2. La linea di attacco: distante 3 metri da quella centrale divide ogni metà del campo in una zona di difesa e una zona di attacco. Le linee laterali, di fondo campo, di attacco e centrale sono larghe 5 centimetri e le linee perimetrali fanno parte del campo a tutti gli effetti.
3. Zona libera: Una fascia larga 3 metri lateralmente e 5 metri a fondo campo, che circonda tutto il terreno di gioco, ma i giocatori possono inseguire e colpire la palla ovunque con esclusione della metà campo avversaria.[10]
4. Zona di sostituzione: è delimitata dalla linea laterale e dal prolungamento ideale delle due linee di attacco.
5. Zona di servizio: è delimitata dalla linea di fine campo o fondo campo e dal prolungamento ideale delle due linee laterali.

### Rete

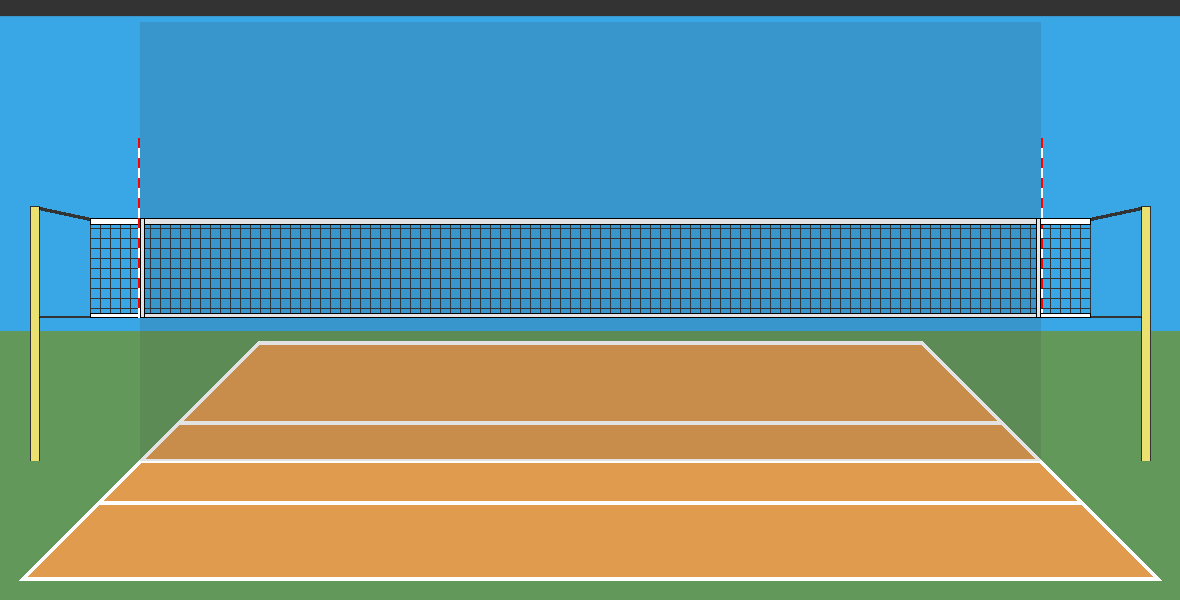
Rete di pallavolo

La rete è posta sopra la linea centrale a un'altezza del suo bordo superiore di 2,43 metri per le gare maschili e 2,24 metri per le gare femminili. La misurazione deve essere effettuata nella parte centrale e in corrispondenza delle due linee laterali. L'altezza deve risultare esatta nel punto centrale, mentre è ammissibile una tolleranza di 2 cm ai lati, purché l'altezza resti simmetrica. Nei campionati giovanili l'altezza della rete varia a seconda della categoria e del comitato d'appartenenza.
La rete è fissata a pali rotondi e lisci alti 2 metri e 55 centimetri ed è lunga 9 metri e 50 centimetri e alta un metro. Due bande bianche verticali, larghe cinque centimetri e alte 80 centimetri, sono fissate alla rete esattamente al di sopra delle linee laterali. Al bordo esterno di ogni banda è fissata una bacchetta di materiale flessibile, denominata "antenna", che si estende 80 cm al di sopra della rete. Le antenne sono dipinte a bande alternate (ognuna di 10 cm) e delimitano lateralmente lo spazio di passaggio, ossia il piano attraverso il quale la palla deve andare da una porzione del campo all'altra senza toccare le antenne.

## Pallone
Secondo il regolamento della FIVB, la palla deve essere di cuoio vero o sintetico e deve avere una forma sferica, una circonferenza di 65–67 cm, un peso di 260-280 grammi, la sua pressione interna deve essere di 0,300~0,325 kg/cm² (4,26~4,61 psi – 294,30~318,82 mbar o hPa). Il suo colore può essere uniforme e chiaro o una combinazione di colori. Il materiale sintetico e la combinazione dei colori per i palloni utilizzati nelle competizioni internazionali ufficiali sono stabiliti dalla FIVB.
Le singole federazioni nazionali richiedono tipicamente che le proprie gare vengano disputate con palloni ufficiali, di determinati modelli e marche. La lista dei modelli approvati è stabilita annualmente dalle normative federali e varia a seconda della serie e della categoria. Per esempio in Italia le gare delle leghe maggiori maschili e femminili devono essere disputate esclusivamente con palloni Mikasa o Molten di determinati modelli.

## Posizioni e ruoli dei giocatori
Nei regolamenti ufficiali i giocatori per ruolo e posizione vengono indicati solamente come giocatori di attacco e di difesa e il solo libero viene identificato come ruolo per le sue specifiche limitazioni.

### Posizioni dei giocatori
La posizione dei giocatori all'inizio di ogni set determina l'ordine di rotazione, che deve essere mantenuta per tutta la durata del set. Le posizioni (o posti) sono numerate da 1 a 6 partendo dal difensore destro in senso antiorario; in questo modo si avranno tre giocatori in prima linea (attaccanti ufficiali, posti 2, 3 e 4) e 3 giocatori in seconda linea (difensori ufficiali, posti 1, 6 e 5).
I giocatori di entrambe le squadre devono trovarsi all'interno del campo e nel proprio posto al momento del colpo di servizio, per non incorrere nel fallo di posizione, che comporta la perdita dell'azione e l'assegnazione di un punto alla squadra avversaria. Il giocatore a servizio è esonerato dall'ordine di rotazione. Dopo il servizio i giocatori sono liberi di muoversi.
Non esistono aree assegnate a ogni posto: ciò che conta sono le posizioni relative dei giocatori. Il difensore destro (posto 1) deve quindi trovarsi più indietro dell'avanti destro (posto 2) e più a destra del difensore centrale (posto 6); l'avanti centrale (posto 3) deve stare più a sinistra dell'avanti destro (posto 2), più a destra dell'avanti sinistro (posto 4) e più vicino alla rete del difensore centrale (posto 6). Il fatto che la posizione di ogni giocatore sia definita solo dai suoi vicini di posto rende molto più libera la scelta nella disposizione dei giocatori di quanto possa sembrare plausibile.

Rotazione in senso orario dei giocatori. I numeri indicano le posizioni dei giocatori (per esempio per "posto 4" si intende la posizione dell'attaccante a sinistra). Per cui durante la rotazione per esempio il giocatore nel posto 4 passa al posto 3.

Quando la squadra che non ha servito conquista il punto (e quindi anche il servizio) deve ruotare in senso orario: il giocatore in posto 2 diventa quindi il nuovo difensore destro, andando a servire; il precedente difensore destro (posto 1) diventa il nuovo difensore centrale (posto 6) e analogamente tutti gli altri.
Gli schemi di gioco sono elaborati in maniera da rispettare l'ordine di rotazione e al contempo avere una disposizione efficiente, che permetta di non lasciare zone scoperte all'attacco avversario e costruire agevolmente la propria azione di attacco.

### Ruoli dei giocatori
I ruoli dei giocatori in campo sono cinque: palleggiatore, centrale, schiacciatore, libero e opposto.
1. palleggiatore o alzatore, è nella pallavolo il ruolo decisivo per la buona riuscita degli schemi della squadra. Richiede intelligenza e visione di gioco e per questo è uno dei più difficili. Infatti è il regista che riceve i palloni dai difensori e che ha poi il compito di smistarli all'attaccante meglio piazzato per la schiacciata, scegliendo l'alzata, definendo di volta in volta l’attacco e determinando l'andamento del gioco. Questo è un ruolo da leader: l’alzatore, non a caso, spesso studia con il tecnico le migliori strategie di gioco. Dati i compiti, durante la battuta avversaria si porta in posto tre e non riceve, se non per salvare su tocco del nastro. Quando occupa un posto sotto rete (posti 2, 3, 4), deve contribuire al muro, di cui, a volte, costituisce inevitabilmente l'anello debole per motivi di altezza. In campo ne viene schierato solo uno.
2. Il centrale, spesso detto anche semplicemente "centro", è un ruolo di grande potenza, in quanto deve schiacciare palle molto veloci, alzate dal regista vicino a sé in posto 3, e che mettono in difficoltà la difesa avversaria. È anche un ruolo di difesa: è proprio il centrale, infatti, che va a muro più spesso degli altri sia a posto due che quattro sugli esterni, a posto tre sul centrale avversario e deve difendere sull'attacco diretto del regista avversario (attacco di seconda). Deve dunque essere anche veloce negli spostamenti, oltre che nell’interpretare l’azione, per riuscire a fare sempre la mossa giusta al momento giusto. In campo ne possono essere collocati sia due che uno, perché, quando passa in seconda linea, nella maggior parte dei casi, viene sostituito con il libero (nella fase di ricezione), in quanto sovente non è molto abile in ricezione e in difesa.
3. banda o martello o schiacciatore-ricevitore, è il giocatore più duttile. Per potere ricoprire il ruolo occorre una padronanza tecnica completa, in quanto è richiesta sia la capacità di ricevere, anche in prima linea, che quella di attaccare. In campo ce ne possono essere sia due che uno, perché, quando passa in seconda linea, in alcuni casi, viene sostituito da un laterale specializzato nella ricezione eventualmente anche prima della battuta, se chi lo sostituisce è molto bravo in questo fondamentale. Solitamente non sono persone particolarmente alte o basse perché devono essere veloci in ricezione ed efficaci a rete. Attaccano al centro del campo tramite la pipe quando sono in seconda linea; se sono in prima linea, attaccano ai lati, più spesso in posto quattro, perché in genere l'opposto attacca in posto due. Il martello in prima linea è spesso il bersaglio preferito della battuta avversaria sia per tenerlo fuori posizione e rendere difficoltoso al regista servirlo e, quindi, il muro può concentrarsi sull'opposto, che per fare giungere la palla al palleggiatore da sinistra con l'opposto alle spalle.
4. libero le uniche posizioni occupate da quest'ultimo sono di difesa, in quanto è un ruolo specializzato nel recupero di palloni vaganti e nella ricezione della battuta e della schiacciata, per cui si cerca in genere di non battere su di lui; ma deve essere anche in grado di sostituire nel corso dell'azione il regista quando questi viene impegnato nella difesa della schiacciata avversaria. Non segue le normali regole relative alle sostituzioni, ma può rimpiazzare illimitatamente qualunque giocatore che si trovi in seconda linea. Di solito sostituisce il centrale dopo la battuta, seguita da cambio palla, per poi rientrare in panchina non appena il compagno deve andare in posto quattro (battuta a proprio favore) e al cambio palla successivo sostituire l'altro centrale. Da regolamento[5] il libero non può andare in battuta, non può andare a muro, non può concludere un’azione d’attacco colpendo la palla sopra la linea della rete e non passa in prima linea. Deve indossare una maglia di colore diverso rispetto agli altri giocatori. Il libero è di solito il giocatore di statura più bassa, caratteristica che gli consente di essere più agile e veloce nella ricezione. In campo per regolamento può essercene solo uno. Per convenzione il termine libero è scritto in italiano, forse per analogia con il calcio, con l'iniziale maiuscola ed è invariante rispetto al numero e al genere. L'opposto Andrea Sartoretti, miglior realizzatore della XXIX Olimpiade, contro Slobodan Boškan

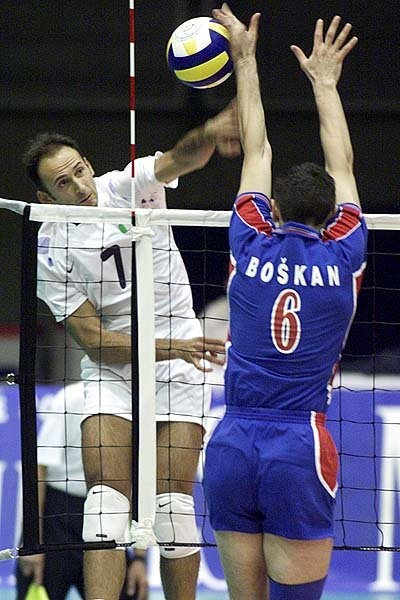
L'opposto Andrea Sartoretti, miglior realizzatore della XXIX Olimpiade, contro Slobodan Boškan

5. L'opposto è il ruolo che nelle posizioni della pallavolo si trova, appunto, diametralmente opposto al palleggiatore e, quindi, per definizione in campo può essercene solo uno. Chi ricopre questo ruolo deve essere rapido e versatile, perché deve essere in grado di difendere a muro e di attaccare, schiacciando sia da sotto rete ma anche dalla seconda linea, quando l’alzatore si trova in prima linea. Deve essere anche in grado di liberare molta potenza sia nella schiacciata che nella battuta. Nel gioco moderno è l'attaccante principale e, quindi, spesso non riceve, anche se è a discrezione dell'allenatore, ma solo se è un martello adattato. Questo è uno dei ruoli della pallavolo in cui è vantaggioso essere mancini, affinché si possa attaccare facilmente in tutti i punti del campo avversario dalle zone che usualmente occupa durante lo svolgimento dell'azione, ovvero zona uno (quando è in seconda linea) e due (quando è in prima linea). Si veda la foto con l'attacco mani-fuori. Essendo l'attaccante principale, non viene mai sostituito per motivi tattici, ma solo per farlo riposare. L'eventuale sostituzione, in situazioni particolari, può avvenire in contemporanea con quella del regista; allora si definisce sostituzione della diagonale e può avvenire ruolo con ruolo o palleggiatore per opposto e opposto per palleggiatore, per avere subito l'opposto in prima linea.

Una tipica disposizione dei giocatori, indipendentemente dal numero di maglia e solo per indicare la alternanza dei ruoli, può essere:
1. zona uno: palleggiatore;
2. zona due: schiacciatore;
3. zona tre: centrale;
4. zona quattro: opposto;
5. zona cinque: schiacciatore (eventualmente sostituito da esterno difensivo);
6. zona sei: libero (sostituto di centrale).

In alternativa, può essere:
1. posto uno: palleggiatore;
2. posto due: centrale;
3. posto tre: schiacciatore;
4. posto quattro: opposto;

Il regista alza un primo tempo per la schiacciata del centrale in posto 3

5. posto cinque: libero (sostituto di centrale);
6. posto sei: martello (eventualmente sostituito da esterno difensivo).

Nel sistema con quattordici giocatori si iscrivono a referto in genere due opposti (uno titolare e uno riserva), due palleggiatori (uno titolare e uno riserva), due libero (uno titolare e uno riserva), quattro centrali (tre quasi equivalenti e uno riserva), quattro martelli (tre quasi equivalenti e uno riserva). Nel sistema con tredici giocatori a due liberi, un centrale o uno schiacciatore deve essere in grado di ricoprire entrambi i ruoli.

## Azioni fondamentali
Per "fondamentale" si intende un'azione specifica e basilare che un giocatore di pallavolo deve sapere compiere. Nella pallavolo sono quattro.
- Palleggio
- Bagher
- Servizio (o Battuta)
- Muro

Ogni fondamentale, alcuni maggiormente altri meno, è diviso in varianti, che ne differenziano l'esecuzione.
Per distinguere i vari modi di respingere la palla nella terminologia odierna del campo di gioco, viene definito palleggio il passaggio effettuato con le mani e bagher quello eseguito con le braccia. Quando il passaggio viene indirizzato allo schiacciatore, viene chiamato alzata o palleggio di costruzione.

### Palleggio

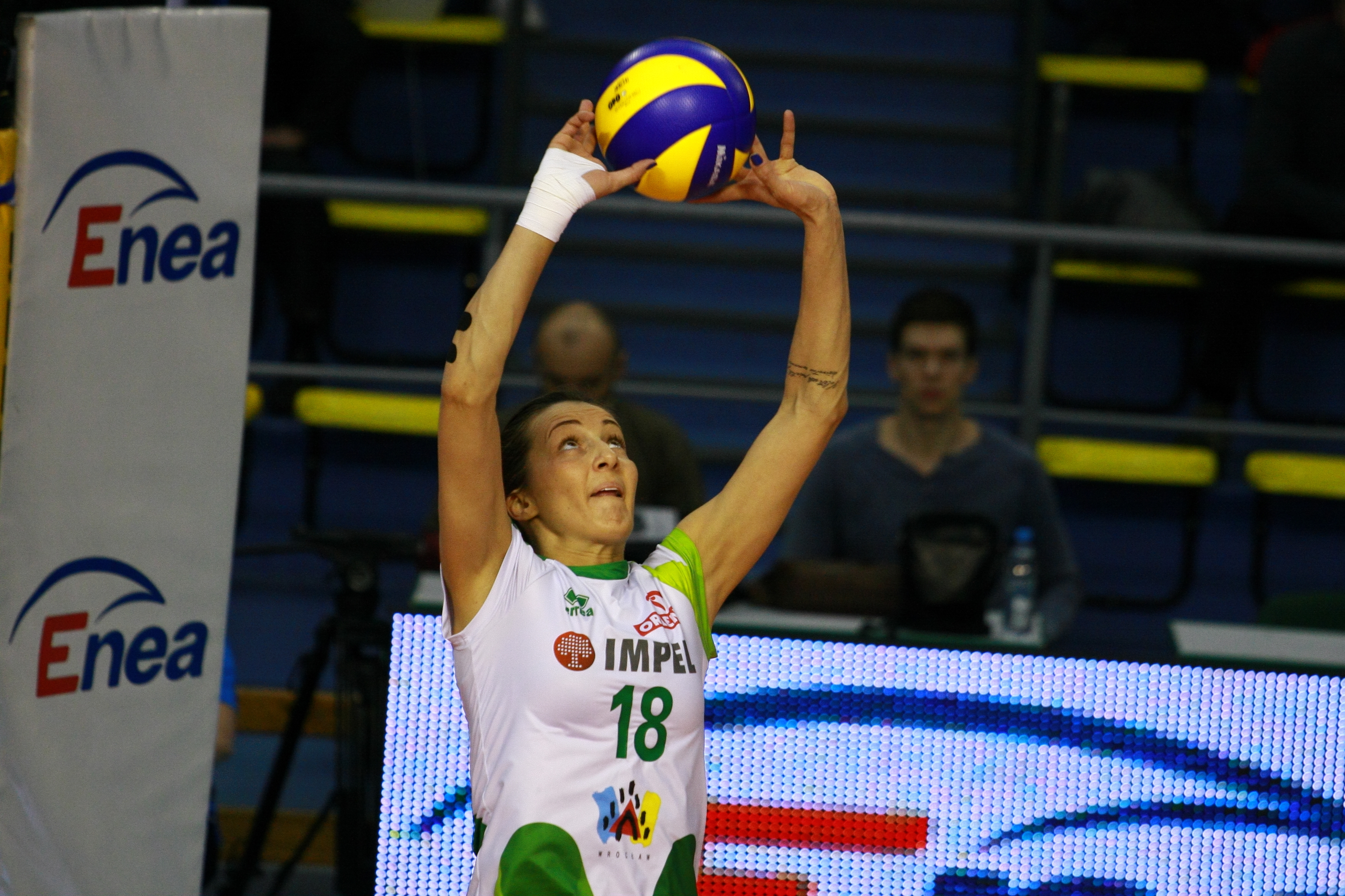
Palleggio

Poiché è usato quasi sempre in ogni azione, uno dei fondamentali più importanti nella pallavolo è il palleggio o passaggio, termini usati un tempo come sinonimi, in quanto, non essendoci la possibilità di toccare due volte consecutive la palla, o la si passava in palleggio a un compagno o si attaccava. Dal 1895 al 1950 circa si è sempre chiamato palleggio il passaggio con le mani, poiché la palla veniva trattata solo con esse. Quando nel 1950 sono apparse le prime respinte a braccia unite, per esse si è parlato di "salvataggio", non potendosi classificare bene il colpo. Per distinguere i vari modi di respingere la palla nella terminologia odierna, viene definito palleggio il passaggio effettuato con le mani e bagher quello eseguito con le braccia.
Quando il passaggio viene indirizzato allo schiacciatore, viene chiamato alzata. A seconda che la palla venga inviata davanti, dietro o lateralmente al corpo abbiamo rispettivamente il palleggio avanti, il palleggio dietro e il palleggio laterale.
In generale, il palleggio è uno dei fondamentali più importanti in quanto si impostano con esso quasi tutte le azioni d'attacco e di contrattacco. Infatti, con la difesa perfetta, l'azione si compone di:
1. Ricezione in bagher dell'attacco avversario con passaggio al palleggiatore.
2. Alzata in palleggio del palleggiatore per uno degli schiacciatori.
3. Schiacciata.

A livello tecnico il palleggio si effettua portando le mani sopra la testa, in modo tale che i pollici e gli indici (che, assieme alle spalle, controllano la direzione del colpo) formino una figura simile a un cuore rovesciato. Contemporaneamente il resto della mano avvolge la palla e gli arti inferiori, distendendosi dopo la flessione, danno, al rilascio del pallone, la forza desiderata. Se si vuole rendere il gioco più veloce abbassando la traiettoria del palleggio, è necessario ruotare i polsi dall'interno verso l'esterno: maggiore è la rotazione e la velocità di tale azione, minore sarà l'altezza raggiunta dalla palla.

### Bagher

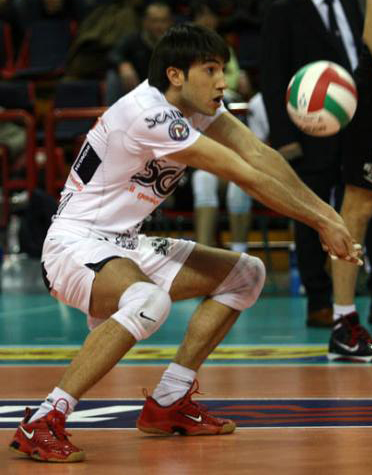
Bagher

La tecnica del bagher consiste nel respingere il pallone con la parte interna delle braccia unite. Quando il bagher è indirizzato all'alzatore si chiama appoggio. Si pensa che le origini di questo fondamentale siano da ricercarsi nell'Europa centrale, più precisamente in Germania, dove sembrerebbe che il movimento dello scavare (in tedesco baggern) dei contadini ne abbia dato l'idea, o in Cecoslovacchia dove invece secondo una leggenda, alla fine degli anni '50, un pallavolista con alcune dita amputate a causa della guerra, potrebbe aver inventato la tecnica delle braccia unite per facilitarsi nell'intercettare e respingere i palloni, che arrivavano bassi e a grande velocità. Le braccia venivano quindi messe sotto la palla, come una scavatrice (bagr in Ceco), dalla quale poi la tecnica ha probabilmente preso il nome di bagher. Nel giro di vent'anni il bagher è diventato il più importante tocco dei tre, che si hanno a disposizione. Quindi ora non si può più parlare di tecnica di salvataggio, bensì di passaggio.
L'uso del bagher è legato alla ricezione della battuta, alla difesa e in qualsiasi altro tocco dove la palla è troppo bassa per essere palleggiata o schiacciata. Il fondamentale del bagher prevede una posizione di gambe piegate per la successiva spinta con la gamba sinistra davanti se ci si trova a sinistra; al contrario, se ci si trova a destra, sarà la gamba destra a essere portata davanti. La schiena a gobba, con le spalle chiuse e con le braccia unite senza piegarle per la spinta, dà velocità e forza al pallone.

### Servizio

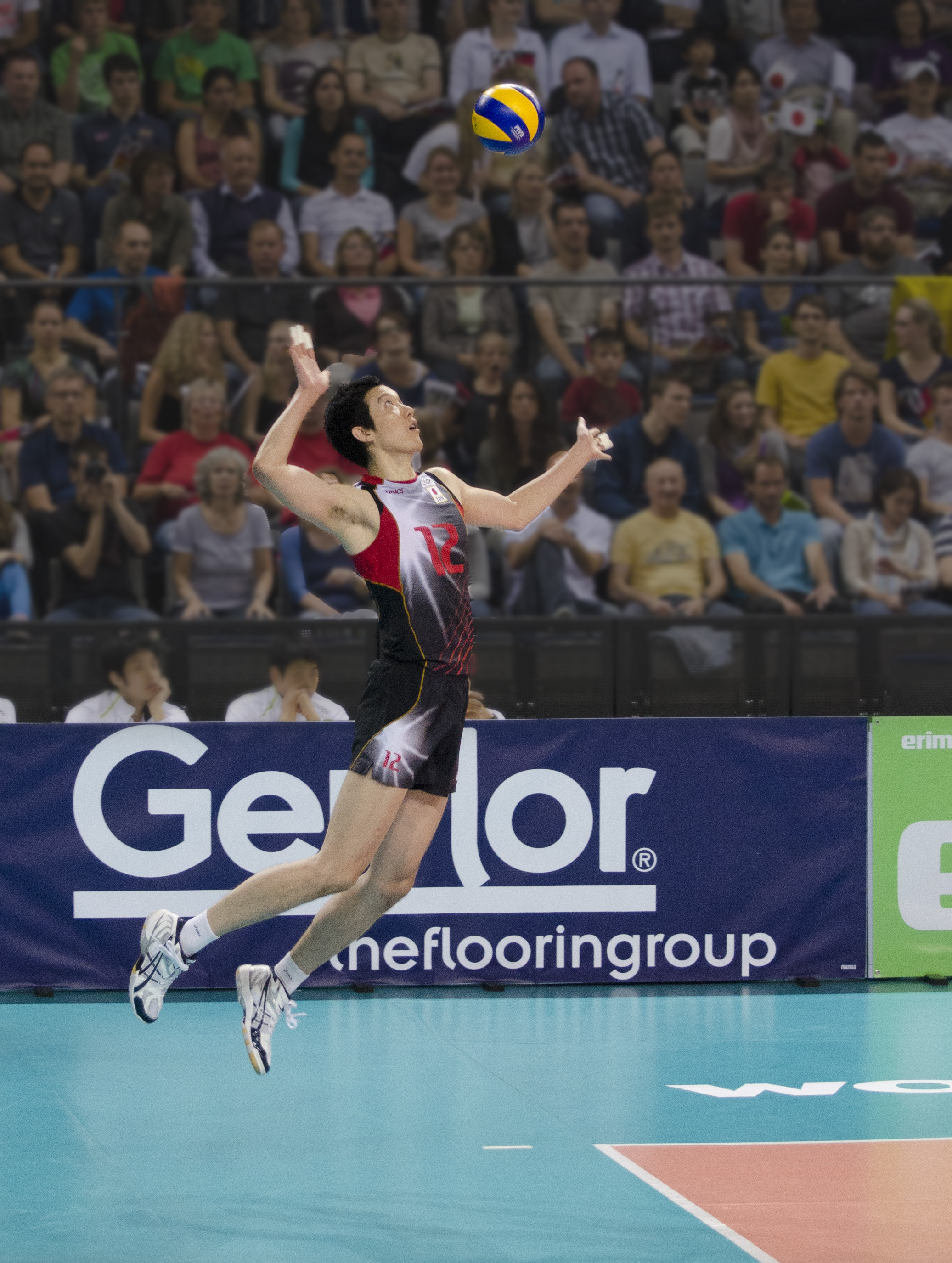
Servizio in salto float

Per servizio (comunemente detto battuta) si intende il colpo che mette in gioco la palla. Il servizio deve essere effettuato entro 8 secondi dal fischio di autorizzazione del primo arbitro, colpendo con una mano o con il braccio la palla, che è stata lasciata o lanciata in aria; non è ammesso colpire la palla con due mani o servire in palleggio.
E si divide in:
- in salto
- dall'alto
- di sicurezza

Deve servire il difensore destro (cioè quello in posto uno). Se il servizio viene effettuato dal giocatore sbagliato, l'ordine corretto va ripristinato e la squadra avversaria guadagna un punto e il diritto a servire. Al momento del servizio o dello stacco (in caso di servizio al salto) il giocatore a servizio non deve toccare il campo di gioco, bensì deve trovarsi completamente nella zona di servizio, che è la porzione di zona libera dietro il proprio campo, delimitata lateralmente dai prolungamenti immaginari delle linee laterali. Il giocatore a servizio non può commettere fallo di posizione e può quindi servire da qualunque punto della zona di servizio, indipendentemente dalla posizione dei suoi compagni di squadra.
Il diritto al primo servizio del primo e del quinto set viene assegnato mediante sorteggio; negli altri set, il diritto al primo servizio è della squadra che non lo aveva nel set precedente. Una squadra ottiene il diritto a servire ogni volta che ottiene un punto.
Il punto può essere conquistato già con il servizio, che, in questo caso, prende il nome di ace, in inglese Asso nel senso di campione, dal grido di incitamento e sottolineatura del pubblico. I servizi possono essere effettuati dal basso o dall'alto e quelle dall'alto possono essere: dall'alto con i piedi a terra rimanendo fuori dal campo, in salto, in salto float o in salto spin.

### Muro

Muro a tre

Si chiama muro l'azione dei giocatori nei pressi della rete finalizzata a respingere l'attacco avversario, in genere una "schiacciata", superando il bordo superiore della rete almeno in parte. In deroga alla regola generale secondo cui ogni squadra deve giocare solo nel suo spazio di gioco, i giocatori a muro possono toccare il pallone nel campo avversario oltre il piano verticale della rete (muro invadente), purché la squadra avversaria abbia già effettuato tre tocchi o abbia effettuato il colpo d'attacco, cioè senza interferire con il gioco avversario. In un muro ben eseguito le mani dei giocatori dovrebbero essere rivolte verso l'interno del campo, per dirigervi il pallone e non respingerlo verso l'esterno e mani e braccia dovrebbero essere angolate verso il basso, per mandare il pallone a terra. Un muro invadente siffatto si trasforma da colpo difensivo in colpo d'attacco e in gergo viene chiamato "monster block".
Non è ammesso murare il servizio avversario.
Il muro può essere eseguito da uno o più giocatori (muro collettivo). Può essere effettuato:
- da tre giocatori (muro a tre) l'opposto, un centrale e un martello; il palleggiatore, un centrale e un martello e, poiché richiede un gran dispendio di energie, si effettua soltanto su un giocatore, la cui schiacciata è molto difficile da contenere in difesa;
- da due giocatori (muro a due) l'opposto e un centrale, il palleggiatore e un centrale o un martello, un martello e un centrale; è il tipo di muro più usuale;
- da un solo giocatore (muro a uno), se la difesa sbaglia parzialmente. Si parla in gergo di muro a zero, se la difesa sbaglia totalmente e nessun giocatore si presenta a muro.

Solo i giocatori in prima linea (ossia in zona 2,3 e 4) possono partecipare a un muro effettivo, cioè a un muro che tocca la palla. I difensori possono partecipare a un tentativo di muro, ma commettono fallo se uno dei giocatori a muro tocca la palla, rendendo effettivo il muro. Al libero è vietato (per regolamento) anche il tentativo di muro.
I tocchi dei giocatori a muro non sono conteggiati come tocchi di squadra: di conseguenza, indipendentemente dal numero di giocatori a muro che toccano la palla, la squadra ha a disposizione i normali tre tocchi per rinviare la palla. Analogamente, il giocatore a muro che per ultimo ha toccato la palla può effettuare regolarmente anche il primo tocco di squadra senza incorrere nel fallo di doppio tocco.
Una tattica molto utilizzata dagli attaccanti in risposta a un muro è quella comunemente definita "mani-fuori" o "tocco-fuori": l'attaccante indirizza il pallone sulle mani del muro avversario in modo tale che venga toccata dal muro e prosegua la sua corsa, cadendo a terra senza poter essere controllata dalla difesa; si è diffuso erroneamente l'uso della dizione "mani-fuori" anche per la ribattuta del muro, che finisce fuori campo.

## Tipi di colpi

### Pallonetto
Si intende un palleggio effettuato a una mano, che sorprende l'avversario, passando sopra o lateralmente al muro. Rispetto ai colpi forti d'attacco, rappresenta una delle varianti con cui si cerca di sorprendere la difesa piazzata per ricevere un pallone potente; mentre costituisce la principale arma d'attacco nel mini-volley.

### Smorzata
È il colpo che smorza il rimbalzo della palla provocando un volo cortissimo e una veloce ricaduta al suolo. La parabola risultante è simile a quella del pallonetto, solo che il tocco viene dato pieno. Fa parte dei colpi per sorprendere.

### Attacco piazzato
La palla viene spinta con una o due mani con una traiettoria, che può essere tesa o a pallonetto, verso un punto del campo avversario lasciato particolarmente sguarnito dalla difesa. Si basa sull'errore di posizionamento, non sulla sorpresa o la forza.

### Schiacciata

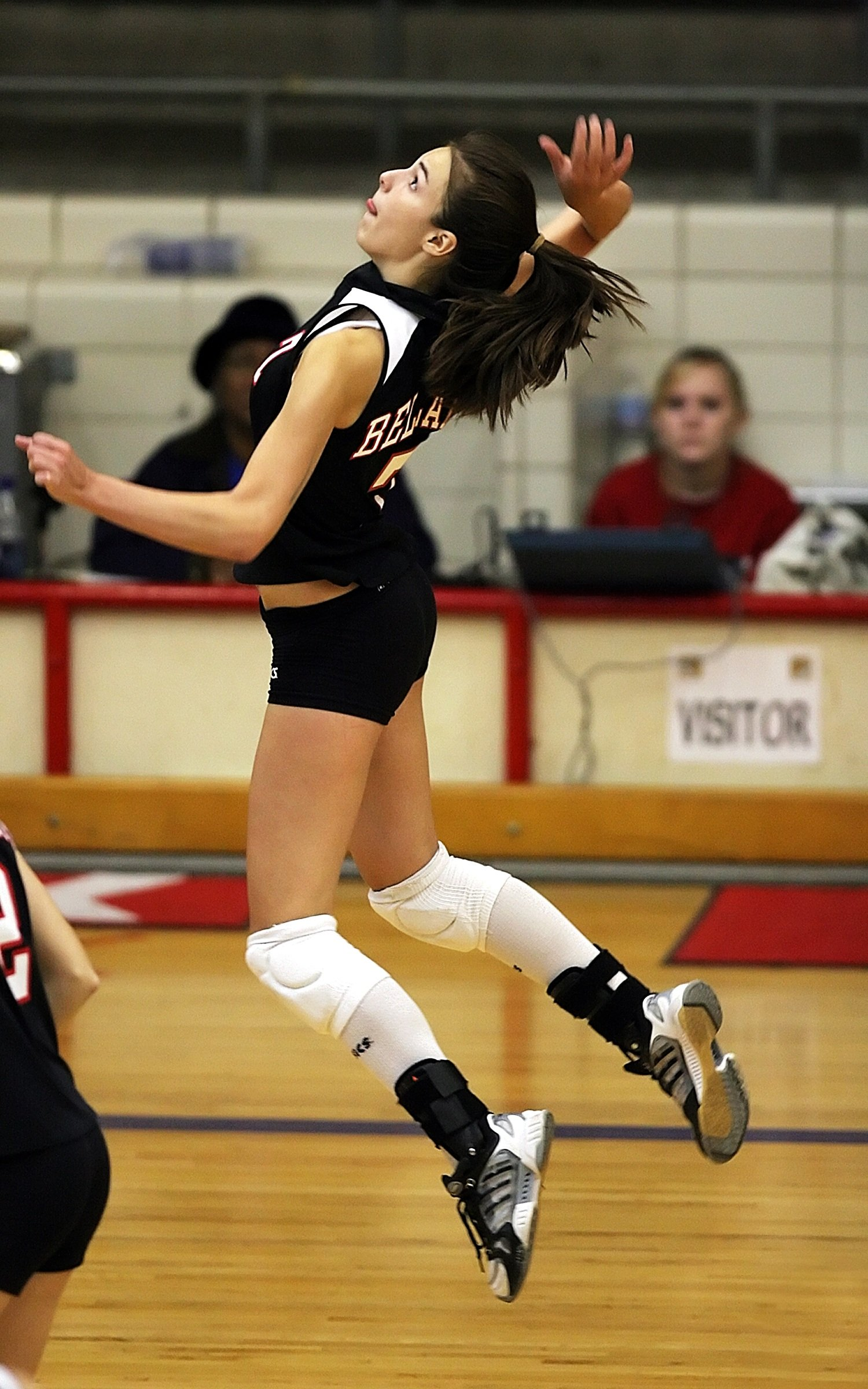
Schiacciata: fase di caricamento del colpo

La schiacciata è il colpo che dovrebbe finalizzare ogni azione. Se la palla è lontana da rete o è troppo bassa, lo schiacciatore, invece di tentare di metterla a terra, può mirare a una porzione minima delle mani del muro, in modo che la palla non venga fermata; ma prosegua finendo fuori campo (il cosiddetto "mani e fuori"). Tale strategia viene contrastata, fintando di andare a muro, cosa che richiede una perfetta valutazione della posizione della palla e grande affiatamento tra i componenti del muro.

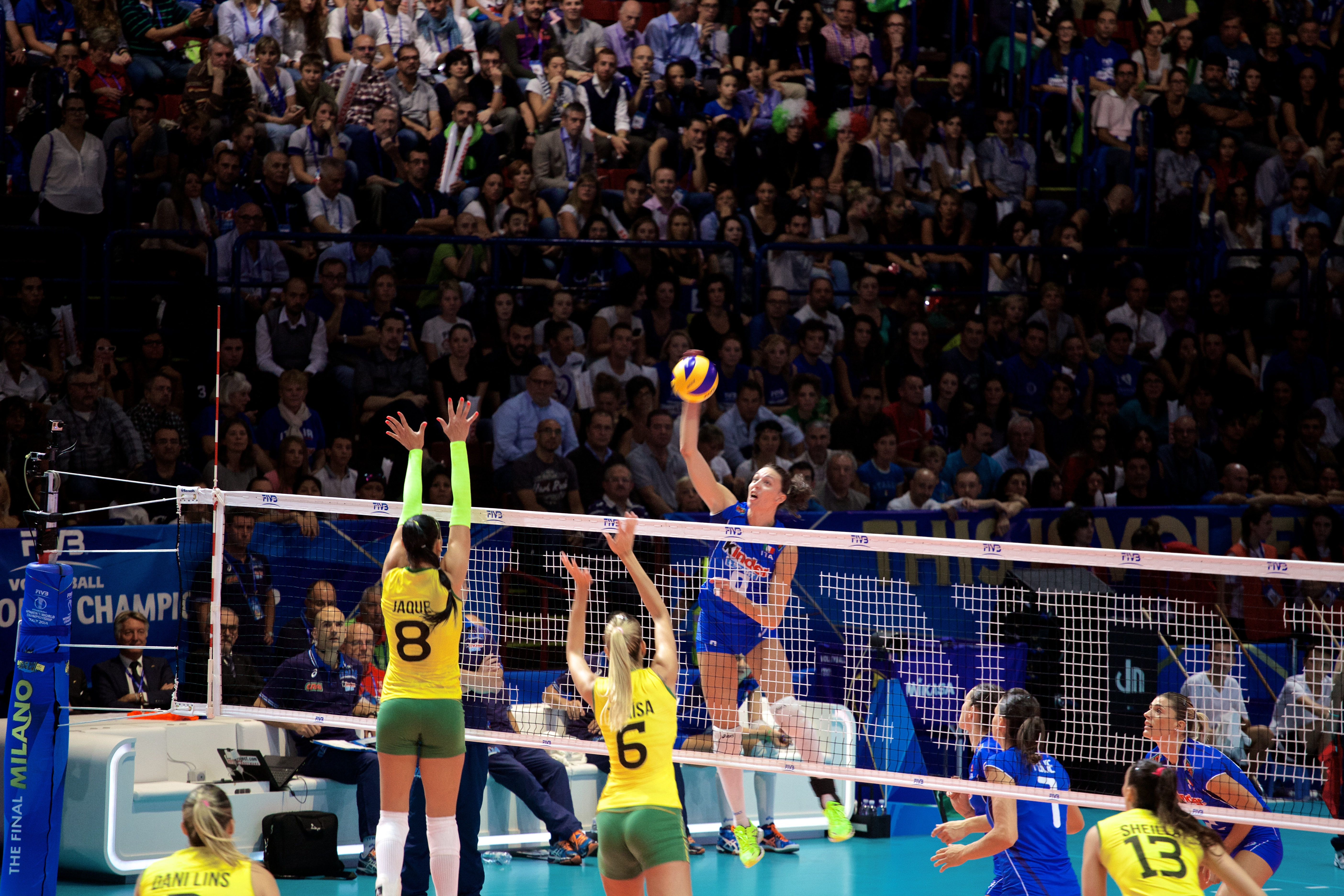
Schiacciata: momento del colpo con muro a due in ritardo

Per effettuare la schiacciata è importante possedere una buona elevazione. Solitamente la effettuano i giocatori più alti, che stanno a rete. Può essere effettuata anche dalla seconda linea, ma in tal caso richiede maggiore elevazione, perché bisogna colpire la palla più in alto, e maggiore coordinazione nel salto, che deve essere effettuato il più vicino possibile alla zona di attacco, evitando di calpestare la linea. Per potere eseguire la schiacciata bisogna fare tre passi, a volte quattro, fondamentali per prendere una buona rincorsa e per potere saltare il più possibile. Nella schiacciata perfetta il giocatore grande campione inizia il movimento per colpire la palla totalmente inarcato all'indietro e termina quasi con mani e piedi in posizione parallela al terreno e che si toccano davanti a lui. Nella foto superiore si vede che la giocatrice è lontana dalla rete e il suo braccio è flesso, per colpire una palla bassa. Quindi o la palleggiatrice è stata così brava da metterla in condizioni di muro a zero o al massimo a uno (vedi sopra) o non ha alcuna possibilità di superare il muro e deve tentare il mani-fuori. Nella foto inferiore la palla è alta, il braccio della giocatrice italiana è quasi completamente disteso, quindi la "fionda" è quasi alla massima estensione, la giocatrice numero sei brasiliana è totalmente fuori tempo. Se il caricamento era stato ottimale, sarà stata una schiacciata molto veloce e potente in gergo "mega spike" (in inglese spike, schiacciata).
I giocatori della squadra avversaria possono difendersi dalla schiacciata attraverso il muro, che può essere eluso, tentando altri colpi come il già citato mani fuori o il pallonetto.

## Il gioco
L'obiettivo del gioco è fare in modo che la palla non cada nel proprio campo, ma che cada all'interno del campo avversario (è sufficiente che una porzione infinitesimale della palla tocchi una linea perimetrale, anche in seguito a schiacciamento, affinché sia considerata all'interno del campo), o che i giocatori avversari non riescano a controllarla e a rimandarla nel campo dell'attaccante.

### Le fasi di gioco

#### Il servizio
Il servizio è il fondamentale che comincia l'azione. Esistono diversi tipi di servizio:
- dal basso → quando si è piccoli viene insegnata il servizio dal basso, ovvero la palla, sorretta da una delle due mani tesa a livello del bacino e mandata nell'altro campo attraverso un pugno.
- piedi a terra → è un servizio dall'alto, ovvero la palla viene lanciata da una delle due mani sopra la propria testa e colpita con l'altra mano rigida e aperta.
- salto float → è un servizio dall'alto con mano aperta e rigida con l'aggiunta di tre passi di rincorsa e un salto prima del colpo.
- salto spin → è un servizio dall'alto più forte delle altre che oltre al salto ha in più una rotazione verso il basso.

#### La ricezione
La ricezione è il fondamentale che avviene subito dopo il servizio. Si chiama così perché appunto riceve il servizio. Solitamente avviene in bagher ma può essere effettuata anche in palleggio.

#### L'alzata
L'alzata è il secondo tocco di ogni azione. Solitamente avviene in palleggio attuato dal palleggiatore verso l'attaccante.

#### L'attacco
L'attacco si utilizza per inviare il pallone nel campo avversario, cercando di ottenere un punto. Il tipo di attacco dipende da variabili come: la distanza da rete del pallone, la sua altezza e la sua traiettoria; la posizione del giocatore; la posizione della difesa, in particolare il tipo, l'altezza e la posizione del muro. L'attaccante può decidere di puntare su un colpo potente fuori dal muro, oppure utilizzare le mani del muro per eseguire il cosiddetto "mani e fuori", oppure può sorprendere la difesa con un pallonetto o una palla smorzata.
L'attacco è soggetto a particolari regole. Possono attaccare con salto in zona d'attacco solo i giocatori che nella rotazione si trovano in prima linea; coloro che si trovano in seconda linea possono concludere il salto in zona d'attacco, ma devono staccare in zona di difesa (cioè compiere l'ultimo passo di rincorsa senza superare o toccare la linea dei tre metri), altrimenti è fallo con punto alla squadra avversaria. Inoltre, se il libero alza con tecnica di palleggio, mentre si trova con i piedi all'interno della zona d'attacco, è vietato a chiunque attaccare in volo la palla, proveniente dal palleggio, finché essa si trova interamente al di sopra della rete. La violazione delle restrizioni all'attacco determina un fallo di attacco, sanzionato con la perdita dell'azione e l'assegnazione di un punto e del servizio alla squadra avversaria.

#### La difesa
Fatte salve le già citate restrizioni a muro per il libero e gli altri giocatori che si trovano in difesa per rotazione, la difesa non è soggetta a restrizioni particolari; tutti i giocatori possono difendere in qualunque punto del proprio campo e della zona libera.

## La partita
Secondo le regole attuali (vedi più avanti l' evoluzione delle regole di gioco) le partite si disputano al meglio dei cinque set e vince la gara la squadra che ne conquista tre. Ogni set viene vinto dalla prima squadra che raggiunge 25 punti con almeno due punti di differenza rispetto alla squadra avversaria, con l'eccezione del quinto set (set decisivo tie break), che termina quando una delle due squadre raggiunge 15 punti (sempre con distacco di 2 punti) e con cambio campo alla conquista dell'ottavo punto.
Ogni azione incomincia con il servizio (o "battuta"), effettuato dal giocatore difensore destro della squadra, che ne ha ottenuto il diritto. Al fischio dell'arbitro egli ha otto secondi di tempo per inviare la palla verso il campo avversario, partendo da dietro la linea di fondo e battendo al volo o con i piedi per terra utilizzando qualsiasi parte del braccio. L'azione continua fino a che la palla non tocca il campo, e/o viene inviata fuori da esso o viene commesso un fallo.
La squadra che vince un'azione di gioco, conquista un punto e il diritto a servire. Per ogni azione di gioco, la squadra ha a disposizione tre tocchi (escludendo l'eventuale tocco di muro), per inviare la palla nel campo avversario, facendola passare all'interno dello spazio di passaggio tra le due antenne. Dopo avere effettuato un muro, un giocatore può colpire nuovamente la palla senza incorrere nel fallo di doppio tocco ed effettuando il primo tocco di squadra. La palla non può essere fermata o trattenuta e può essere colpita con qualunque parte del corpo. Costituisce fallo il contatto e il successivo accompagnamento della palla o il contatto continuo e ripetuto con il corpo. Nel caso in cui la palla tocchi la rete e ritorni indietro, essa può essere rigiocata nel limite dei tocchi rimasti a disposizione della squadra. È vietato toccare sempre e in ogni caso il nastro superiore della rete; mentre qualsiasi altra parte della rete può essere toccata, se il tocco non produce vantaggio, per esempio, infastidendo l'avversario o consentendo un colpo più potente. In genere, vengono tollerati solo tocchi minimi come quello con capelli lunghi svolazzanti.

### Video check system
Il punto deve essere assegnato dall'arbitro anche quando è evidente. Se l'arbitro non è sicuro dell'accaduto, può chiedere l'ausilio della moviola video check system. Anche gli allenatori delle due squadre possono richiederlo, due volte per ogni set se hanno torto, illimitatamente se hanno ragione. Se è chiesto a fine azione, l'arbitro assegna il punto contro chi ha commesso l'infrazione; se è chiesto durante l'azione, l'arbitro assegna il punto contro chi ha commesso l'infrazione, se è avvenuta; se non è avvenuta, l'arbitro assegna il punto contro chi ha chiesto il check o fa ripetere il punto, se lo ha chiesto l'arbitro.
Lo si può richiedere solo per i falli di invasione e di linea, per i quattro tocchi, attacco falloso del difensore o del libero, palla a terra, "palla in or out" e per i tocchi del muro "tocco sì o no". Per il fallo "palla in or out" in Italia e in alcuni tornei si usano riprese televisive ad alta velocità e ad alta definizione, che mostrano la realtà; in altri Paesi, elaborazioni computerizzate della traiettoria della palla e della sua deformazione, che sono molto più imprecise, perché partono da calcoli derivati da immagini televisive.
Per tutti gli altri falli, ovunque si usano riprese televisive ad alta velocità e ad alta definizione. Durante il check i giocatori non possono avvicinarsi all'allenatore, che può usare il tempo del check solo per dare istruzioni da lontano. A volte, in un momento di particolare difficoltà come set o match point contro, un check palesemente assurdo viene chiesto solo per infastidire il battitore avversario e costringerlo a una battuta più conservativa.

### Tempo di riposo
Durante il gioco gli allenatori delle due squadre due volte per ogni set possono richiedere un'interruzione del gioco di trenta secondi, detta in gergo time out ufficialmente tempo di riposo, per dare istruzioni alla squadra. Normalmente si richiede quando la propria squadra è in difficoltà, per avere subito molti punti, e si vuol rompere il ritmo avversario. Durante il time out i giocatori in campo e quelli che fanno le sostituzioni, si riuniscono vicino agli allenatori, mentre gli altri fanno esercizi di riscaldamento. Durante il time out l'allenatore in genere motiva la squadra; offre soluzioni ai problemi, senza calcare sugli errori dei singoli; dà indicazioni di gioco. A volte il time out viene diretto dal viceallenatore, mentre a parte l'allenatore dà indicazioni specifiche a un particolare giocatore in genere il palleggiatore/regista. In alcuni tornei vi sono anche due time out tecnici di un minuto per set: il primo quando una squadra raggiunge per prima gli otto punti, ossia approssimativamente a un terzo del set; il secondo quando una squadra raggiunge per prima i sedici punti, ossia approssimativamente a due terzi del set.

### Formazione e sostituzioni

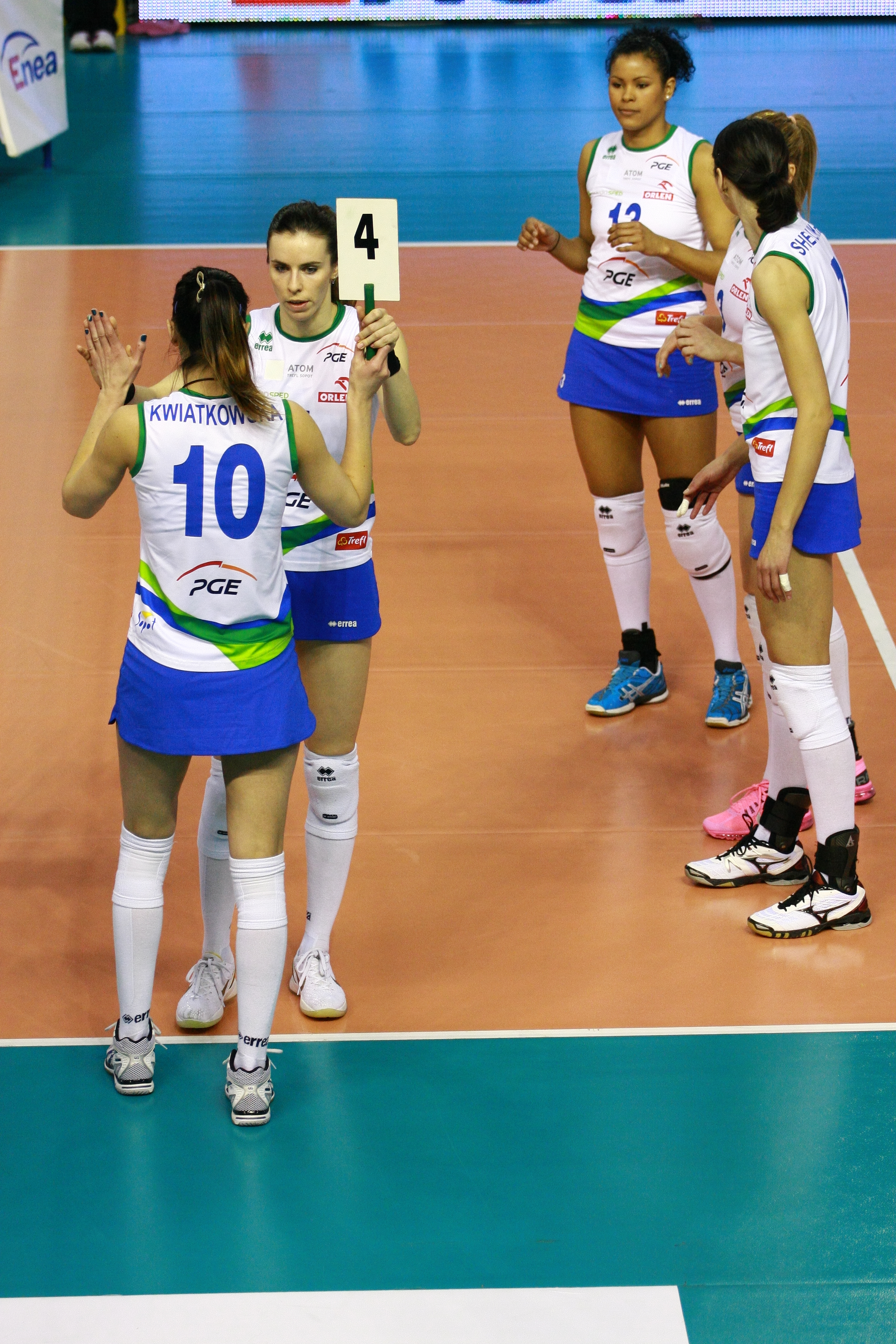
Una sostituzione

All'inizio di ogni set ogni allenatore deve consegnare la formazione iniziale della propria squadra, non necessariamente la stessa per ogni set. Rispettivamente a essa sono previste sostituzioni dei giocatori in campo sempre ed esclusivamente a palla ferma, quindi dopo che l'arbitro ha assegnato un punto e prima che ordini la ripresa del gioco, salvo quelle per infortunio. Una squadra può effettuare un massimo di sei sostituzioni per set. Un giocatore può essere sostituito solo una volta per set e può rientrare solo riprendendo il proprio posto originario, ossia subentrando al posto del giocatore, che lo aveva sostituito, e determinando così una seconda sostituzione. Uno dei due libero può sostituire qualunque giocatore di difesa e restituirgli il posto al momento in cui dovrebbe passare in attacco; tali sostituzioni non rientrano nelle sei previste per set. Sono possibili in soprannumero anche sostituzioni per infortunio, per non lasciare una squadra in inferiorità numerica.

### Ilrally point system
La struttura del gioco è stata ambiata con il passaggio al rally point system, che
la FIVB introdusse nel 1998, aggiungendolo poi al regolamento dal 2000. Il criterio era, in realtà, presente anche prima dell'introduzione sebbene con una normativa differente: veniva infatti applicato solamente durante l'eventuale ultimo quinto set. Fino ad allora tutti i set terminavano a soli quindici punti, ma essi venivano acquisiti solo se l'azione veniva vinta dalla squadra al servizio; se l'azione terminava in favore della squadra in ricezione, invece, questa conquistava il diritto a servire (cambio palla), ma non acquisiva alcun punto.
A causa dell'elevato tasso di errore che spesso ha il battitore, e soprattutto dal fatto che statisticamente è maggiore la probabilità di vincere l' azione in ricezione che in battuta, era molto frequente che le azioni si susseguissero con molte alternanze di cambio palla senza alcuna acquisizione di punto, soprattutto  tra squadre di pari forza. Per questo la pallavolo rischiava di risultare poco attraente come sport per il grande pubblico, in particolare considerando la difficoltà nella programmazione televisiva delle partite, la cui durata era imprevedibile e spesso molto lunga. Questo ha determinato la decisione di passare al rally point system che, assegnando un punto per ogni azione, riduce drasticamente l'incertezza nella durata di una gara (che raramente supera le due ore e mezzo). Tale modifica è stata introdotta con la modifica del regolamento FIVB del 2000.
Successivamente, per cercare di avere scambi mediamente più prolungati e limitatamente al redivivo Campionato mondiale maschile per club FIVB del 2009, entrò anche in vigore la regola in base alla quale il primo attacco può essere effettuato solo dalla seconda linea. Tuttavia già nell'edizione del 2010 venne abbandonata tale regola, detta Golden Formula, che in un summit di tecnici non incontrò i favori degli addetti ai lavori.
Altra modifica significativa riguardò la possibilità di battere al volo invece di dover mantenere i piedi per terra fuori dal campo durante la battuta. Questa modifica, oltre ad aumentare la spettacolarità delle azioni, valse a riequilibrare il vantaggio per la squadra ricevente dato dalla possibilità vedi attaccare sulla ricezione. Inoltre venne permesso che durante la battuta la palla passasse dopo ver sfiorato la rete.

## Strategie di gioco

Il giocatore a rete chiama con le dita uno schema da eseguire

Esistono molte strategie e tecniche basate su diversi schemi di gioco: tipicamente la strategia di attacco viene stabilita dal palleggiatore, che la indica ai compagni di squadra con le dita a formare un numero dietro la schiena (perché resti nascosta agli avversari), mentre la squadra avversaria si appresta a servire. La loro realizzazione si basa sul presupposto che la ricezione sia perfetta; tipicamente questo significa che il palleggiatore è in grado di ricevere la palla da alzare tra il posto 2 e il posto 3 a un'altezza maggiore o uguale a quella della rete stessa e al di sopra della sua testa.
In questo modo il palleggiatore sarà in grado:
- se nella rotazione si trova in prima linea, di attaccare direttamente lui con pallonetto o palla spinta a terra (attacco di seconda), attacco che ha molte probabilità di sorprendere il centrale o il palleggiatore avversario e, quindi, di successo; poiché richiede che il palleggiatore riceva una palla molto vicina a rete è molto raro, ma sempre più diffuso nella pallavolo moderna;
- se nella rotazione si trova in prima o seconda linea, di smistare la palla fra le seguenti alternative: accanto a sé al centrale (attacco di prima); con traiettoria tesa in prima linea a uno schiacciatore laterale che può essere anche un centrale o un martello, con i quali ha eventualmente invertito la posizione, o l'opposto, se nella rotazione il palleggiatore si trova in seconda linea; dietro di sé a un altro schiacciatore in seconda linea (la cosiddetta pipe) in genere all'opposto ma anche all'altro schiacciatore o al centrale, se sono particolarmente potenti nella schiacciata e in grado di colpire la palla molto in alto per capacità di salto o per altezza.

L'efficacia della strategia prescelta dipende quindi dal fatto che la squadra in attacco sappia già quale di queste opzioni adotterà il palleggiatore mentre la squadra in difesa deve prepararsi a ognuna di esse. Per questo il battitore cerca sempre di mettere il più possibile in difficoltà la ricezione, impedendo così la realizzazione della strategia di attacco che desidera .

## Varianti
Le varianti della pallavolo sono:

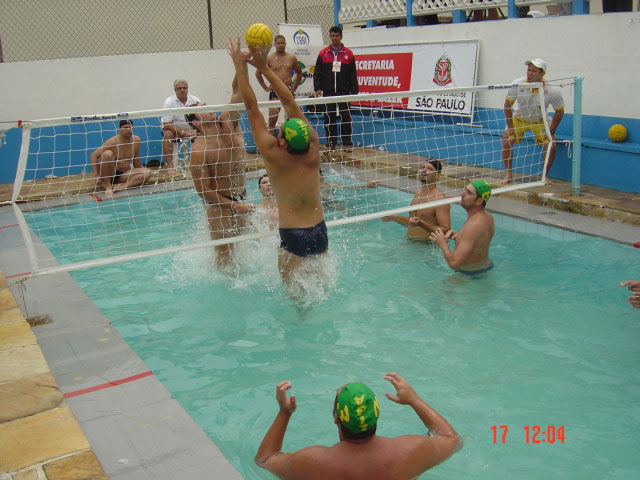
Una partita di biribol a San Paolo (Brasile)

- Il beach volley è uno sport di squadra giocato sulla sabbia, olimpico dal 1996. Nato come variante del gioco della pallavolo, da semplice ricreazione sulle spiagge si è evoluto fino a diventare sport professionistico in vari paesi del mondo. Due squadre di due giocatori ciascuna si scontrano su un campo di sabbia diviso da una rete.
- Il biribol o biriball è praticato in acqua. Tale sport, ideato negli anni sessanta dal professor Dario Miguel Pedro a Birigui in Brasile, viene giocato soprattutto in Brasile da squadre di 2-4 giocatori in una piscina con 8 m di lunghezza, 4 m di larghezza e 1,3 m di profondità e con una palla di soli cento grammi più pesante di quella della pallavolo. Inoltre è prevista una rete a metà campo e alta 2,62 m (maschile) o 2,4 m (femminile), una linea di zona attacco a 1,25 m di distanza dalla rete e una zona di servizio a 0,8 m dal bordo piscina. La partita avviene al meglio di 3/5 set raggiungendo 21 (nell'ultimo 20) per primi in caso di contestazione (20-20 oppure 19-19) con due punti di vantaggio di scarto.
- Fistball: viene giocato in un campo di erba sintetica fra due squadre, ciascuna di cinque giocatori con posizioni fisse e con un pallone ad aria compressa di 320-380 g in pelle. La palla prima di essere colpita può rimbalzare al massimo una volta.
- Lo snow volley è la versione invernale del beach volley che si gioca in campi di neve anziché di sabbia. Vigono esattamente le stesse regole del beach volley.
- Volley ecuadoriano o ecuavolley è una variante inventata e praticata in Ecuador. I giocatori in questo caso sono tre, la rete è alta 2,80 m ed è praticato su cemento.